# Музична консерваторія Сіднея
Музична консерваторія Сіднея (раніше Державна музична консерваторія Нового Південного Уельсу та відома під псевдонімом «Афер») — це музична школа на Маккуорі-стріт, Сідней, Новий Південний Уельс, Австралія. Це одна з найстаріших і найпрестижніших музичних шкіл Австралії. Консерваторія, розташована поруч із Королівським ботанічним садом на східній околиці центрального ділового району Сіднея, є факультетом Сіднейського університету та включає в себе Відкриту академію Консерваторії та Вищу школу Консерваторії. На додаток до своїх функцій викладання та навчання в середній, бакалаврській, післядипломній та громадській освіті, консерваторія проводить дослідження в різних галузях музики. 14 січня 2011 року будівлю було внесено до Державного реєстру спадщини Нового Південного Уельсу.

## Історія

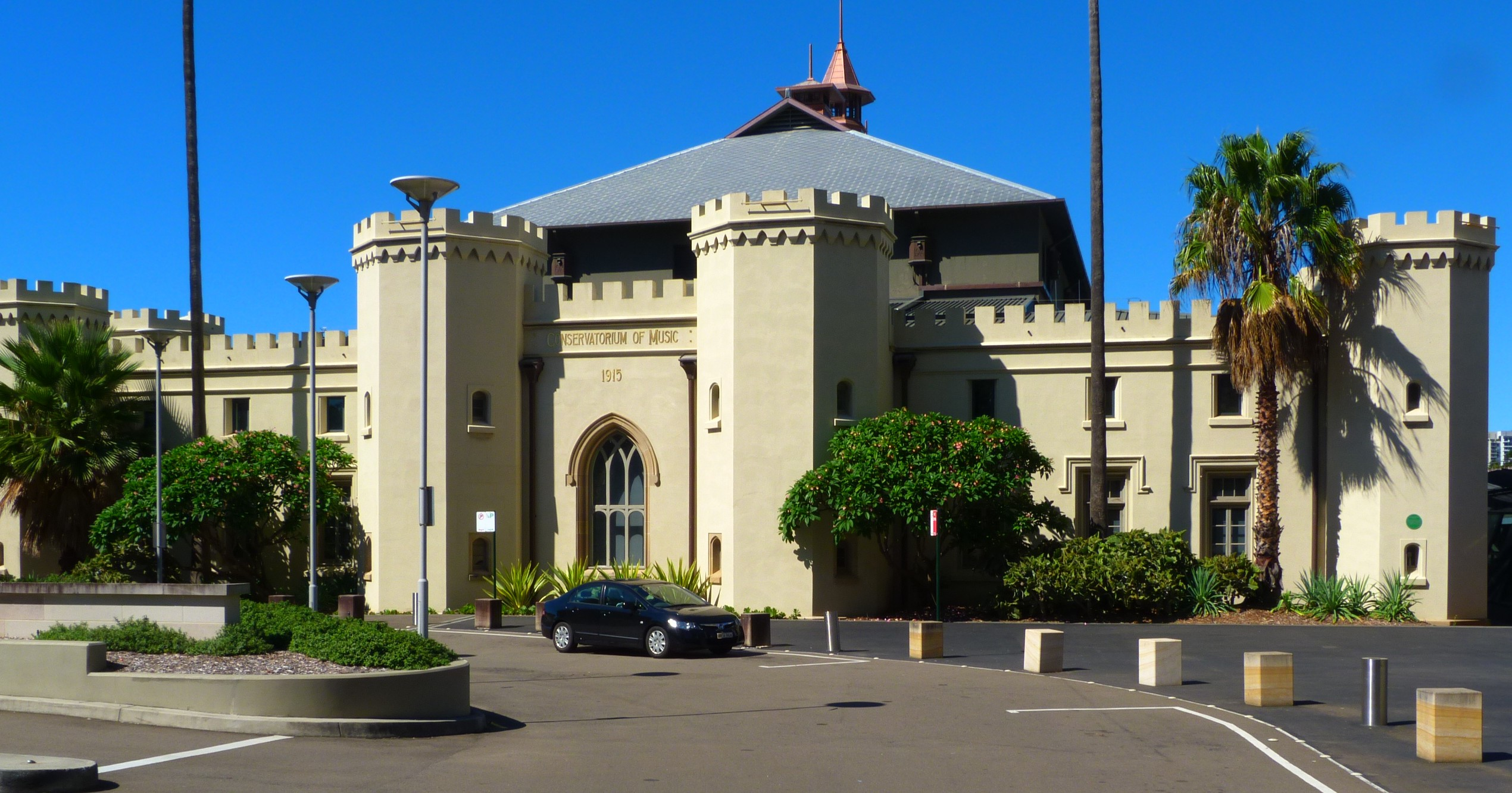
Фасад будівлі за проектом Greenway.

Земля спочатку належала аборигенам, яких називали «Еора», які жили на узбережжі Сіднея. Вони жили за рахунок землі, покладаючись на її природні ресурси, включно з багатими рослинами, птахами, тваринами та морським життям, що оточує гавань у межах місцевого уряду міста Сідней, традиційними власниками якого є гурти Кадігала та Вангала з «Eora». Немає жодних письмових записів щодо назви мови, якою вони розмовляли, і зараз точаться дебати щодо того, чи говорили ці люди окремою мовою чи діалектом мови Дхаруг .
Губернатор Артур Філіп прибув у 1788 році зі збірною будівлею, яка була зібрана як Будинок уряду, тепер частково на місці нинішнього музею Сіднея та частково під Бридж-стріт. У своїх різноманітних доповненнях і перестановках він зберігся як резиденція губернатора Сіднея до завершення будівництва нового Будинку уряду.
Губернатор Лаклан Маккуорі взяв під контроль колонію в 1810 році, використовуючи цю будівлю як резиденцію в Сіднеї. 18 березня 1816 року він повідомив, що відклав будь-які зміни щодо перетворення Будинку уряду Сіднея на відповідне приміщення. Він відзначив поганий стан будівлі, сказавши, що «всі офіси, за винятком того, що вони знаходяться в занепалому та гнилому стані, погано побудовані щодо плану та в занадто малому масштабі; тепер вони демонструють дуже руйнівний підлий, пошарпаний вигляд. Жоден приватний джентльмен у колонії не має настільки поганих офісів, як я зараз, не маючи достатньо місця, щоб поселити дуже маленьку установу слуг; Стайні; якщо це можливо, вони все ще гірші, ніж інші Офіси, оскільки останнім часом часто доводиться підтримувати їх дерев'яними стовпами, щоб запобігти падінню або бути знесеним вітром». Він зазначив, що він бажає звести новий Будинок Уряду та Офіси на Доміні, як тільки казарми будуть завершені за рахунок Фонду поліції.
Тодішній міністр у справах колоній Генрі Батерст, 3-й граф Батерст, незабаром відповів, написавши 30 січня 1817 року, що йому потрібно побачити план і оцінку витрат, перш ніж він зможе схвалити будівництво. У 1817 році Маккуорі відновив місце пекарні та млина на запропонованому місці. 4 липня 1817 року він доручив колишньому каторжнику Френсісу Грінвею підготувати плани офісів і стаєнь. Роботи на конюшні розпочалися 9 серпня 1817 р. 12 грудня Маккуорі відповів Батерсту, що він розчарований відсутністю схвалення, але стверджував, що будівництво не почалося через сильні дощі. Macquarie заклав перший камінь для конюшні 16 грудня 1817 року.
Хоча дизайнером був Френсіс Грінвей, це була не тільки його робота. У грудні 1819 року Грінвей зазначив, що Маккуорі бачив висоту перед початком роботи, але його дружина Маккуорі дала йому інформацію про кількість кімнат, необхідних для того, щоб він міг скласти відповідний план. До 1819 року, за словами Грінвея, стайні були фактично сплановані, хоча сарай на полі став стайнею. Тоді він містив 30 коней плюс жеребців у восьмикутних вежах. Він оцінив вартість стайні в £. У листі до австралійця від 28 квітня 1825 року він назвав своєю моделлю замок Торнбері. Родич дружини Маккуорі, Арчібальд Кемпбелл, був піонером готичного архітектурного стилю наприкінці 18 століття, коли він звів замок Інверей, і він, можливо, мав більший вплив на проект Грінвея. 7 лютого 1821 року майор Друїтт повідомив, що губернатору Маккуорі не сподобалися орнаменти веж і насичений корнуольський колір навколо зубців.
Лише 24 березня 1819 року Маккуорі повідомив Управління колоній, що він розпочав будівництво стайні всупереч твердому наказу Батерста. «Я так довго страждав від таких дуже великих незручностей через відсутність надійних конюшень для моїх коней і пристойних місць для сну для моїх слуг, що мені довелося побудувати звичайний набір офісів такого опису в місці, що примикає до і достатньо зручним для нинішнього Старого Будинку Уряду, а також у такому, який так само підійде для Нового Будинку Уряду, який мої Наступники можуть згодом уповноважити спорудити. Ці стайні побудовано за зручним, але не дорогим планом, і я очікую, що вони будуть завершені приблизно через три місяці». Коні були цінним і дуже цінним майном. Їх потрібно було захистити від негоди та захистити від злодіїв. На початку 1819 року лейтенанта Джона Уоттса прислали з Англії з планами та кошторисами, але вони, схоже, не працювали.
26 вересня 1819 року комісар Джон Томас Бігґ прибув до колонії, щоб повідомити про ефективність транспортування до Нового Уельсу як публікації для злочинців. Невдовзі він вивчав програму громадських робіт Маккуорі та його політику сприяння колишнім злочинцям на керівні посади. Бігґ заперечував проти будівництва конюшні в жовтні 1819 року, але зазначив, що робота настільки просунулася, що зупинити її було б марною тратою.
План 1820 року, який зберігається в бібліотеці Мітчелла, не є планом будівництва, але, здається, показує його в готовому вигляді. На ньому було зображено вежі як житло для слуг, а також молокозавод біля однієї з каретних будинків і житло для доярки, корівника та доглядача будиночка.
29 січня 1821 року архітектор Генрі Кітчен різко критикував конюшні, показані Бігґе, заявивши, що вони були екстравагантними, але не забезпечували необхідного приміщення. Він описав це як «неправильну спробу в стилі замкнутої готики» з площею 174 фути на 130 футів, де розміщено 28 коней, [плюс корівник і кімнати для прислуги. Конюшні були завершені в лютому 1821 р.
Грінвей більш відомий своїми георгіанськими проектами, але він також створив ряд будівель у готичному стилі. З них форти Філіп і Маккуорі, батарея Доус-Пойнт і платна дорога Парраматта були зруйновані. З його готичних споруд збереглася лише конюшня Будинку уряду.
Після повернення Маккуорі до Британії в 1821 році Стайні мали змішане використання. 25 травня 1825 року губернатор Томас Брисбен запропонував графу Батерсту, що «готична будівля на найприємнішій стороні Скайт домену, яка була призначена для урядової конюшні, зараз абсолютно марна через велику диспропорцію заснування уряду, можна вигідно переробити в урядову резиденцію». 30 червня 1825 року граф Батерст дозволив губернатору Ральфу Дарлінгу звести новий Будинок уряду або перетворити стайні на один, хоча оцінку витрат потрібно буде надіслати до Британії для затвердження. Наприкінці 1825 року Брисбен позичив стайні Австралійській сільськогосподарській компанії для тимчасового розміщення худоби після її прибуття.
Існує ряд художніх образів стайні. Це похідне від його розташування з видом на гавань як частину краєвиду Сіднея. Він також визнав стайні частиною готичної архітектури, одночасно романтичною та мальовничою. Більше того, це підкреслило його роль як «дурниці» в керованому ландшафті.

### Будівля Greenway
Спочатку введена в експлуатацію в 1815 році як стайні для запропонованого Будинку уряду, найстаріша будівля консерваторії була спроектована каторжним архітектором Френсісом Грінвеєм. Занесена до Реєстру спадщини штату Новий Південний Уельс у готичному мальовничому архітектурному стилі з вежами, будівля була описана як «палац для коней» і є зображенням романтичного бачення губернатора Маккуорі та британських архітектурних тенденцій періоду час. Це єдиний приклад готичної будівлі, спроектованої Ґрінуеєм, що досі стоїть. Вартість і очевидна екстравагантність були однією з причин, чому Маккуорі було відкликано до Британії. Стайні, розташовані неподалік від мальовничої Сіднейської гавані, відображають будівельні технології та різноманітні матеріали та навички, які використовувалися в епоху раннього поселення.

### Виникнення консерваторії
У 1915 році уряд Нового Уельсу під керівництвом Вільяма Холмана виділив 22 000 фунтів стерлінгів на перепланування конюшні під музичну школу. Державна музична консерваторія Нового Південного Уельсу була відкрита 6 березня 1916 року під керівництвом бельгійського диригента і скрипаля Анрі Вербрюгена, який був єдиним штатним співробітником. Заявленими цілями закладу було «забезпечення стандарту навчання, щонайменше дорівнює стандарту провідних європейських консерваторій», а також «захист любителів від частої втрати часу та грошей через несистематичне навчання». Посилання на європейські стандарти та призначення європейського директора не викликало суперечок у той час, але незабаром критика вщухла. За всіма ознаками, Вербрюгген був надзвичайно енергійним: Джозеф Пост, який пізніше сам став режисером, описав його як «звичайну динамо, людину, на яку потрібно звернути увагу, щойно він увійшов до кімнати».  Зарахування на перший рік було досить високим: 320 студентів, які навчалися на одному курсі, і невеликий контингент студентів денної форми навчання, перші випуски дипломів відбулися через чотири роки. Спеціалізована середня школа, Вища школа консерваторії, була заснована в 1918 році, встановивши модель музичної освіти в середньому, вищому та громадському секторах, яка збереглася донині.
Вплив Вербрюггена був різким, але коротшим, ніж очікувалося. Коли він звернувся до уряду Нового Південного Уельсу з проханням виплачувати йому окрему зарплату за його мистецьку роботу в якості диригента оркестру (на той час — Державного оркестру Нового Південного Південного Уельсу) і освітню роботу в якості директора консерваторії, уряд скасував свої субсидії для обох оркестрів. і струнний квартет, встановлений Вербрюггеном. Він пішов у відставку в 1921 році після того, як перевів оркестр Консерваторії до Мельбурна та Нової Зеландії.
Консерваторія була домом для першого в Австралії штатного оркестру, до складу якого входили як професійні музиканти, так і студенти консерваторії. Оркестр залишався головним оркестром Сіднея протягом більшої частини 1920-х років, супроводжуючи багатьох артистів, яких привіз до Австралії продюсер Дж. Сі Вільямсон, у тому числі скрипаля Яшу Хейфеца, який пожертвував гроші бібліотеці Консерваторії на оркестрові партії. Однак під час пізнішого періоду управління наступником Вербрюггена, В. Арунделом Орчардом (директор 1923—1934 рр.), виникла напруга з іншою новою професійною організацією, симфонічним оркестром ABC, який згодом став Сіднейським симфонічним оркестром, яким керував молодий, амбітний та енергійний Бернард Гайнце, генеральний директор музичного відділу нової комісії федерального уряду з телерадіомовлення Австралії.

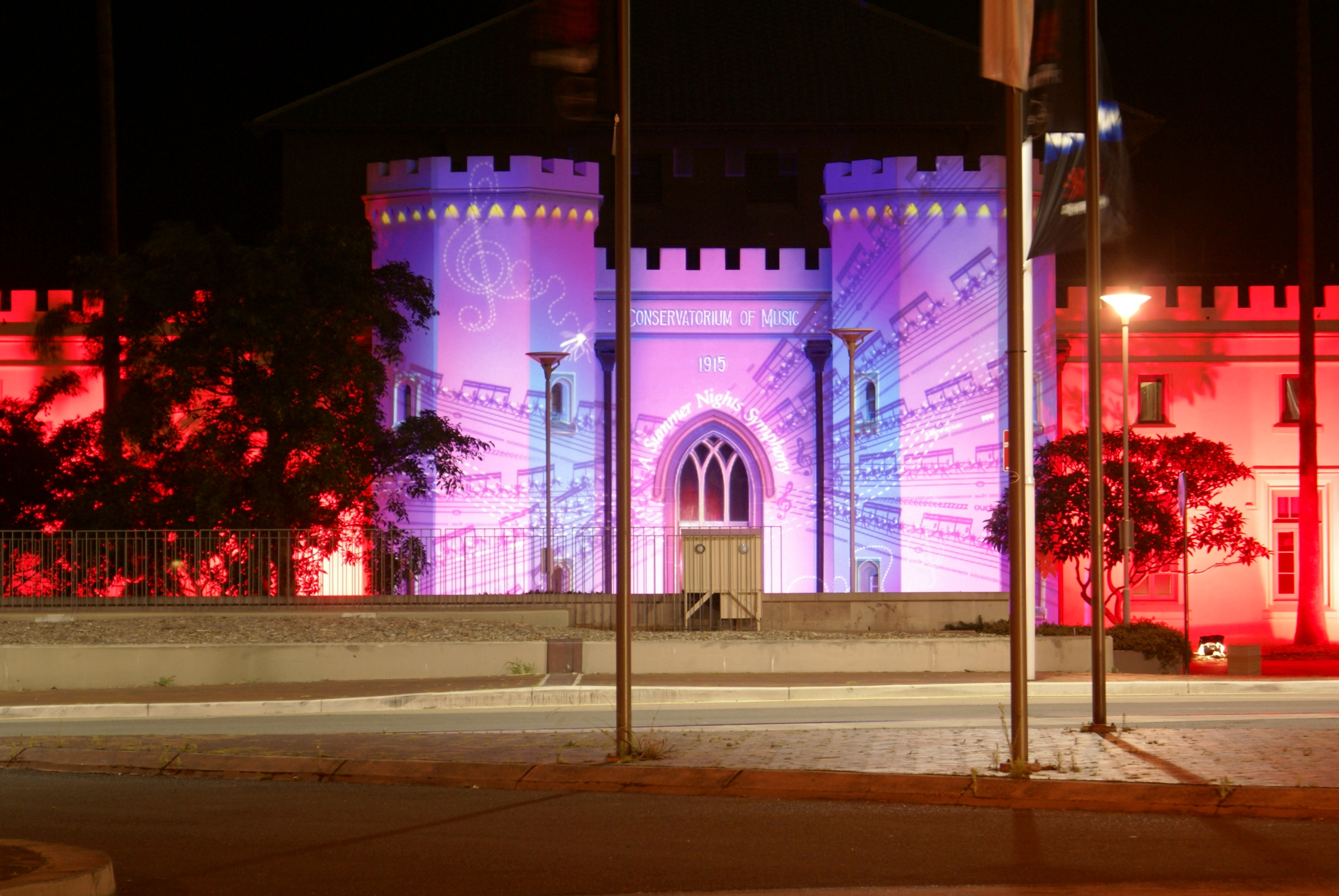
Conservatorium of Music протягом Macquarie Night Lights з 23 листопада по 25 грудня 2006 року

У 1935 році під керівництвом Едгара Бейнтона (директор 1934—1948) була заснована Оперна школа Консерваторії, яка пізніше виконувала такі твори, як «Фальстаф і Отелло» Верді, «Нюрнберзькі співаки» і «Валькурі» Вагнера , а також «Пеллеас і Мелізанда» Дебюссі., серед інших. Під керівництвом сера Юджина Гуссенса (директор 1948—1955) опера в консерваторії зробила великий внесок у те, що дослідник Роджер Ковелл назвав «найвизначнішими роками в історії місцевої опери». . ." . Хоча Гуссенс був найвидатнішим музикантом, який обіймав пост директора, перебування Гуссенса не обійшлося без суперечок. Окрім міжнародного скандалу, пов'язаного з його від'їздом у 1956 році, казали, що під час свого директорства Гуссенс направив найкращих виконавців з оркестру консерваторії до Сіднейського симфонічного оркестру (головним диригентом якого він одночасно був).  залишивши лише студентську групу для консерваторії. Він розпустив хор і кілька камерних ансамблів і, як стверджували деякі, мав тенденцію ігнорувати адміністративні питання.  Річард Бонінге, який закінчив навчання в 1950 році, вважав, що саме Гуссенс перетворив консерваторію на заклад світового класу, піднявши стандарти та відкриваючи студентам складну партитуру 20-го століття (зокрема, Дебюссі та Равеля).

### Розширення та реформи

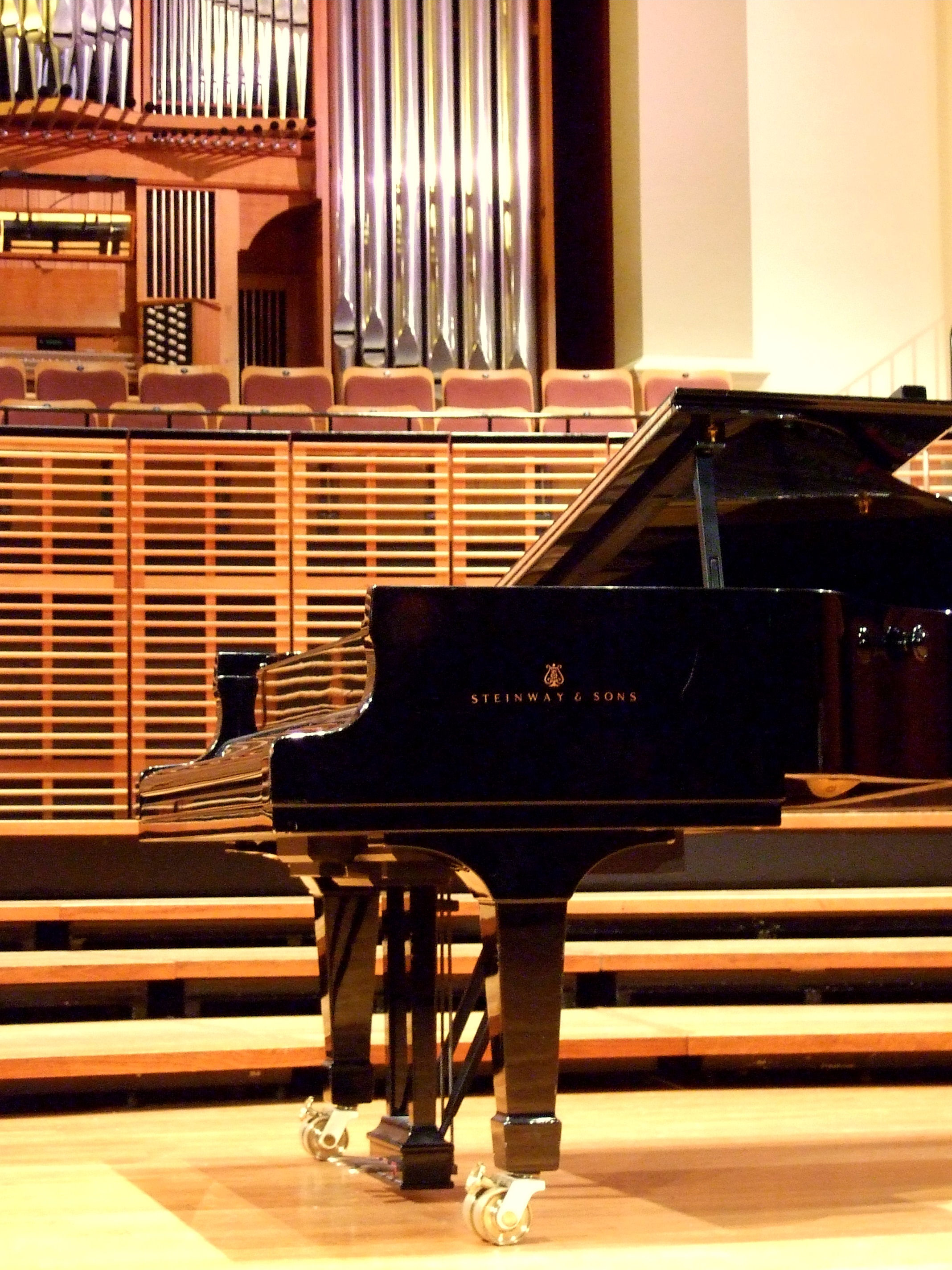
Verbrugghen Hall, названий на честь першого директора консерваторії

Під керівництвом Рекса Хобкрофта (1972–82) консерваторія прийняла сучасний освітній профіль, визнаний сьогодні. Було реалізовано бачення Гобкрофта про «музичний університет», у якому спеціальні музичні дисципліни, включаючи класичне та джазове виконавство, музичну освіту, композицію та музикознавство, збагачували одна одну.

## Керівники консерваторії ім
Попередніми директорами, директорами та деканами були:
| Ім'я               | Назва                          | Початок терміну | Кінець терміну | Час в офісі | Примітки |
| ------------------ | ------------------------------ | --------------- | -------------- | ----------- | -------- |
| Анрі Вербрюген     | Директор                       | 1916 рік        | 1921 рік       |             |          |
| В. Арундел Орчард  | Директор                       | 1923 рік        | 1934 рік       |             |          |
| Едгар Бейнтон      | Директор                       | 1934 рік        | 1948 рік       |             |          |
| Сер Юджин Гуссенс  | Директор                       | 1948 рік        | 1955 рік       |             |          |
| Сер Бернард Хайнце | Директор                       | 1957 рік        | 1966 рік       |             |          |
| Джозеф Пост        | Директор                       | 1966 рік        | 1971 рік       |             |          |
| Рекс Гобкрофт      | Директор                       | 1972 рік        | 1982 рік       |             |          |
| Джон Пейнтер       | Директор                       | 1982 рік        | 1985 рік       |             |          |
| Джон Гопкінс       | Директор                       | 1986 рік        | 1991 рік       |             |          |
| Рональд Смарт      | Директор                       | 1992 рік        | 1994 рік       |             |          |
| Рос Песман         | Виконуючий обов'язки директора | 1994 рік        | 1995 рік       |             |          |
| Шарман Претті      | Директор і декан               | 1995 рік        | 2003 рік       |             |          |
| Професор Кім Вокер | Декан і директор               | 2004 рік        | 2011 рік       |             |          |
| Карл Крамер        | Декан і директор               | 2012 рік        | 2015 рік       |             |          |
| Професор Анна Рейд | Директор школи та декан        | 2015 рік        | чинний         |             |          |